# Epifânio
Epifânio de Salamina (em latim: Epiphanius) foi um bispo da cidade de Salamina e metropolita da ilha de Chipre no final do século IV. Ele ganhou uma reputação como um forte defensor da ortodoxia cristã. É também conhecido por ter escrito um enorme compêndio de heresias que ameaçaram o cristianismo primitivo até o seu tempo, cheio de citações que, muitas vezes, são os únicos fragmentos sobreviventes das obras suprimidas. Além disso, ele foi responsável por instigar, juntamente com Ticão (bispo de Amato), uma perseguição aos não cristãos que viviam em Chipre, que resultou na destruição de muitos dos seus templos.
É comemorado a 12 de maio, suposta data que faleceu, no ano de 403, num naufrágio.

## História
Ele nasceu em uma família cristã no pequeno vilarejo de Besanduque, próximo de Eleuterópolis, na Palestina e viveu como um monge na então província romana do Egito, onde foi educado e entrou em contato com grupos gnósticos valentianos. Ele retornou então à Palestina por volta de 333, ainda um jovem, e fundou um mosteiro nas redondezas de Ad[a], que foi muitas vezes mencionado na polémica de Jerônimo com Rufino e João, bispo de Jerusalém. Ele foi ordenado padre e viveu no mosteiro de Ad por trinta anos, acumulando enorme conhecimento e habilidade neste período. Entre elas, a de falar diversas línguas, incluindo hebreu, siríaco, egípcio antigo, grego antigo e latim. Por conta disso, Jerônimo o chamou de Pentáglosse ("De cinco línguas").
Sua reputação de erudito logo provocou a sua nomeação e consagração como bispo de Salamina[b] em 367|x. Ele serviu como bispo [???] por outros quarenta anos, viajando por toda parte para combater crenças não-ortodoxas. Ele esteve presente no Concílio de Antioquia (376 onde o Trinitarismo foi debatido contra a heresia do apolinarismo, então suportado pelas igrejas orientais. Ele apoiou a posição de Paulino de Antioquia, que também tinha o apoio de Roma, contra a de Melécio de Antioquia, este apoiado pelas igrejas orientais. Em 382, Epifânio esteve também no Concílio de Roma, novamente para apoiar a causa de Paulino.
Durante uma visita à Palestina em 394, ele atacou os seguidores de Orígenes e incitou João, bispo de Jerusalém a condenar as obras dele. Elas foram depois condenadas no Segundo Concílio de Constantinopla (553 a.C.. Quando Epifânio já estava com quase 80 anos, em 402, a pedido de Teófilo de Alexandria, ele foi a Constantinopla para apoiar Teófilo em sua campanha contra João Crisóstomo na polémica dos "Grandes Irmãos" (veja Sínodo do Carvalho)[c]. Quando ele percebeu que estava sendo usado por Teófilo como uma ferramenta contra João, Epifânio tentou retornar para Salamina, mas morreu num naufrágio no caminho em 403.

## Obras
Sua obra mais antiga conhecida é Ancorato ("O ancorado"), que inclui argumentos contra o arianismo e os ensinamentos de Orígenes.
Já a sua obra mais conhecida é o Panarion, que significa "baú de remédios" (também conhecido por em latim: Adversus Haereses, "Contra Heresias"), apresentado como um livro de antídotos para aqueles que foram mordidos pela serpente da heresia. Escrito entre 374 e 377, é um manual para lidar com os argumentos dos heréticos. Ela lista oitenta heresias, algumas das quais não foram descritas em nenhum outro documento que chegou até nossos dias. Ainda que muitas vezes o zelo de Epifânio venha antes dos fatos - ele admitiu, por exemplo, ter escrito contra os origenistas baseado apenas em rumores - Panarion é uma valiosa fonte de informação sobre o cristianismo no século IV. Ela é também uma fonte importante sobre os evangelhos judaicos primitivos, como o Evangelho dos Hebreus (ou o Evangelho dos Ebionitas), que circulavam entre os ebionitas, os nazarenos e também entre os seguidores de Cerinto e Merinto.
Além das polêmicas que o fizeram famoso, Epifânio escreveu também uma obra sobre antiguidades bíblicas, conhecida pelo nome de uma de suas seções, "Sobre pesos e medidas" (em grego:  περί μέτρων καί στάθμων). Ela foi composta em Constantinopla para um padre persa em 392. A primeira seção discute o cânon do Antigo Testamento e suas versões, a segunda discorre sobre pesos e medidas e a terceira, sobre a geografia da Palestina. O texto parece não ter sido finalizado, parecendo mais um conjunto de notas e rascunhos, segundo o editor moderno da obra, Allen A. Shaw.
A coleção de homilias tradicionalmente atribuída à "Santo Epifânio, bispo" são do final do século V ou VI e não tem conexão com Epifânio, segundo os estudiosos.

### Obras de Epifânio
- Williams, Frank, trad. (1987). «1-46». The Panarion of Epiphanius of Salamis (em inglês). I. Leiden: E.J. Brill. ISBN 90-04-07926-2
- Williams, Frank, trad. (1993). «47-80». The Panarion of Epiphanius of Salamis (em inglês). II & III. Leiden: E.J. Brill. ISBN 90-04-09898-4
- Amidon, Philip R., trad. (1990). The Panarion of St. Epiphanius, Bishop of Salamis (em inglês). Nova Iorque: Oxford University Press. ISBN 0-19-506291-4